# Diapetimorpha sphenos
Diapetimorpha sphenos är en stekelart som beskrevs av Porter 1977. Diapetimorpha sphenos ingår i släktet Diapetimorpha och familjen brokparasitsteklar. Inga underarter finns listade i Catalogue of Life.